# Термобілизна

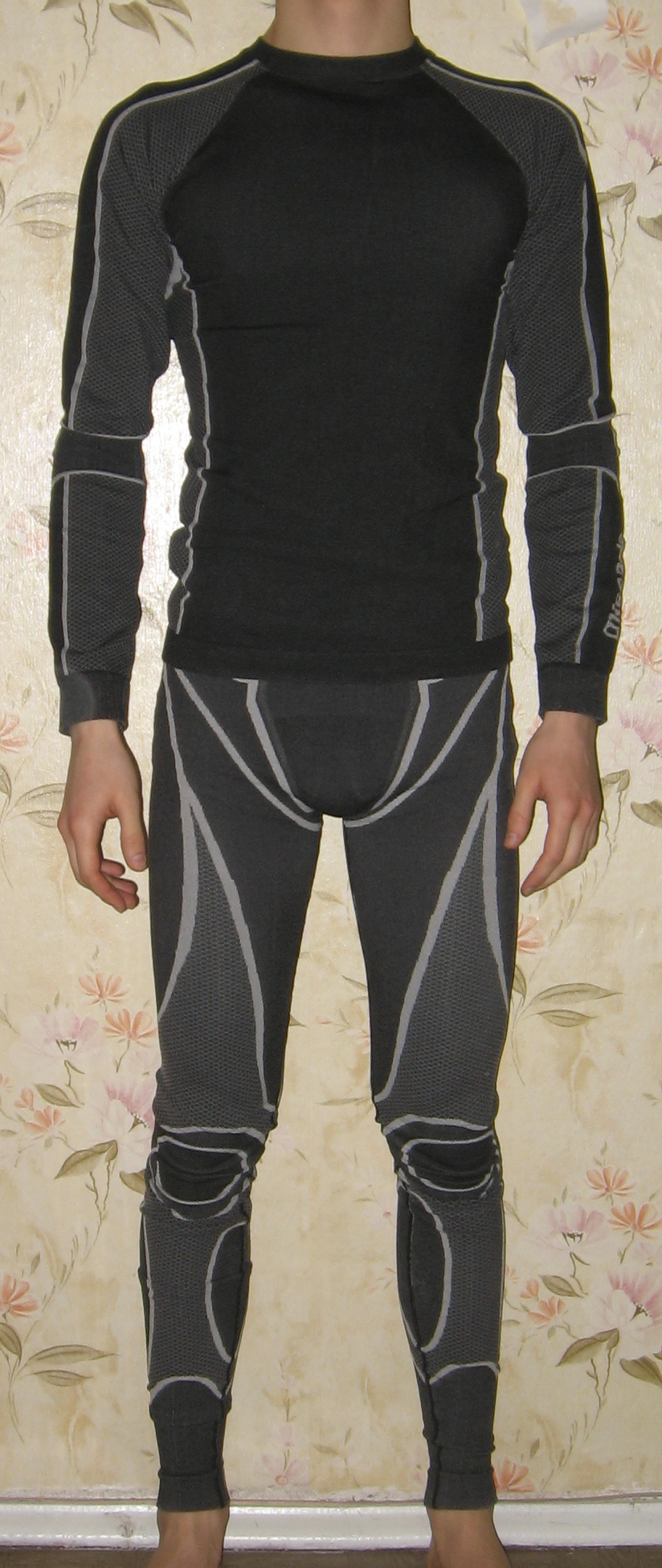
Термобілизна для чоловіка

Термобілизна, або функціональна спідня білизна — умовна збірна назва сучасних високотехнологічних видів спідньої білизни. Головна задача термобілизни — не стільки збереження тепла, скільки утримання теплового балансу шкіри. Основна частина терморегуляційного процесу відбувається через відведення надмірної вологи від тіла для запобігання переохолодженню в момент, коли робота (і, як наслідок, вироблення тепла) тіла зменшилася, але волога, утворена для його охолодження, зі шкіри ще не випарувалася. Таким чином "осушуючи" шкіру, термобілизна сприяє зменшенню тепловтрат коли людина перестає рухатися та певний час утримує в собі тепло, після того як вологу перенесено від шкіри на поверхню термобілизни.
Більшість термобілизни «першого шару» (тобто такої, що одягається на тіло), практично не зберігає тепло, а тільки відводить вологу. Термобілизна найпоширеніша серед спортсменів, туристів, військових, рибалок, мисливців. Разом з верхнім одягом з мембранних та теплоутримуючих матеріалів, термобілизна створює ефективні багатошарові комплекти одягу. прикладом може служити американська армійська багатошарова система ECWCS.

## Синтетична термобілизна
Синтетичні тканини сохнуть швидше за тканини з натуральних матеріалів. Так відбувається зокрема тому, що на мікроскопічному рівні хімічне волокно, з якого виготовляється тканина, має гладеньку поверхню, яка менше змочується водою. Синтетична термобілизна краще підійде для видів спорту, де людина швидко та активно рухається.
Синтетичні тканини можуть складатися з волокон поліестеру, нейлону, поліпропілену, їх сумішей та модифікацій. Такі тканини м’які та легкі, стійкіші до пошкоджень та протирання, їх легко прати та доглядати. Тканини, які містять еластичні поліуретанові волокна, наприклад Лайкра, Еластан, до всього будуть комфортнішими, адже дозволяють білизні більш природно повторювати рухи тіла.
В синтетичній функціональній білизні неприємний запах може накопичуватися, якщо носити термобілизну протягом тривалого часу.

### Переваги синтетичної термобілизни
- Сохне значно швидше за вовняну та бавовняну.
- Суттєво легше вовняної.
- Простіше доглядати, прати, не потребує суворого дотримання режимів прання та віджиму.
- Не “сідає” з часом.
- Синтетику не їсть міль.
- Значно дешевше вовни.

### Недоліки синтетичної термобілизни
- Швидше накопичує неприємний запах.
- Втримує тепло гірше за вовняну при тій же товщині.
- Може накопичувати статичну електрику.
- Підтримує горіння.

## Вовняна термобілизна
Здатністю відводити вологу, певною мірою, володіє вовняна білизна. Однак вона не така міцна і вимагає дбайливого поводження. До того ж, якщо додати до пряжі зовсім небагато бавовни, теплозберігаючі та вологопровідні властивості білизни суттєво погіршуються. Частково цього можна уникнути додаванням до шерсті штучних волокон. Перевагою вовняної білизни є те, що вона не підтримує горіння (не плавиться), що актуально для військових, пожежників та робітників інших небезпечних спеціальностей. Також вовняна термобілизна довше залишається без неприємного запаху при постійному використанні.

## Структура тканини
Для відведення вологи використовуються тканини з синтетичних матеріалів: поліестеру, поліпропілену, мікрофібри - фліс та лайкра. За допомогою сучасних технологій нитка робиться з двох матеріалів, один з яких потім витравлюється. Тканина  з такої пряжі має складну внутрішню структуру, яка добре вбирає і віддає вологу. Для збереження тепла застосовуються особливі види ткацтва, і тканина утримує повітря.
Деякі види термобілизни роблять з декількох тканин різного типу - в залежності від того, наскільки інтенсивно намокає та чи інша частина одягу. Шви такої білизни плоскі й завжди зовнішні. Для спортсменів існує також термобілизна, зроблена без швів, з єдиної нитки.
Для занять спортом на холоді застосовуються різні види термобілизни, які мають свої особливості: наприклад, для лижників - з посиленим захистом пахви від переохолодження, для серфінгистів - такий, що швидко висихає, для фігуристів — костюм повинен бути «повітряним», туристи можуть не роздягатися багато днів поспіль, тому до їхньої термобілизни існують особливі гігієнічні вимоги.
До білизни, призначеної для щоденного носіння додають вовну, кашемір, бавовну, але ці матеріали зменшують здатність білизни відводити вологу, зате білизна стає м'якшою і приємною для тіла[джерело?].

## Особливості догляду
Основні правила догляду:
- термобілизну можна прати вручну або в пральній машині при делікатному режимі прання і температурі води 30 °C
- для прання термобілизни підійдуть спеціалізовані засоби для делікатного ручного прання або розчинене дитяче мило
- випрана термобілизна потребує ретельного полоскання
- не потрібно сильно стискати термобілизну після прання, краще дати воді просто стекти
- не застосовувати висушування у центрифузі
- не сушити на батареї чи вогнищі
- не застосовувати хімчистку
- не прасувати